# Alí Lameda
Alí Lameda (Carora, Lara, 12 de junio de 1924 — Caracas, 30 de noviembre de 1995) fue un poeta y traductor venezolano, prisionero durante siete años en un campo de concentración de Corea del Norte.

## Biografía

### Juventud y estudios
Nació en Carora en el estado de Lara. Su juventud tuvo influencia (política e intelectual) de su maestro y amigo Cheo Zubillaga.  Después de graduarse, Lameda viajó a Colombia para estudiar medicina. Volvió a Venezuela unos años más tarde y se unió al Partido Comunista de Venezuela. Luego se fue a Checoslovaquia, donde vivió cinco años. Allí estudió lengua checa y tradujo al español obras de escritores checos y franceses.

### Vida en Corea del Norte
En 1965, estando en Berlín Este, se puso en contacto con los norcoreanos y quedó fascinado con las historias sobre Corea del Norte. A mediados del siguiente año, llegó a Pionyang para trabajar como intérprete en la sección de español del Departamento de Publicaciones Exteriores, dentro del Ministerio de Asuntos Exteriores de Corea. Personalmente se reunió Kim Il-sung y el canciller Park Hun Cheol. Su obra se ocupó de la traducción de las autoridades de propaganda del inglés al español. Al departamento se le unió el francés Jacques Sédillot, quien a su vez traducía propaganda del inglés al francés. Rápidamente se hicieron amigos. Poco después llegó a Pionyang Elvira Tanzer, quien estuvo vinculada sentimentalmente con Alí. Sin embargo, poco después del inicio de sus trabajos, Lameda, en correspondencia privada, comenzó a criticar el sistema imperante en Corea del Norte, haciendo énfasis en el estado de pobreza en que vivía la población de la mayor parte del Norte.

### Prisión en Corea del Norte
En septiembre de 1967, durante un banquete en honor a los empleados del departamento, contó varios chistes, que eran alusiones a Kim Il-sung. Tres días después, fue arrestado por el servicio de seguridad y detenido en la celda del Ministerio del Interior. En una entrevista en 1975 a El Nacional, Lameda expresó que su detención también pudo haber sido producto de presión por parte del Partido Comunista de Cuba después de que el Partido Comunista de Venezuela decidiera aceptar la pacificación y abandonar las armas.
Estuvo en prisión en muy malas condiciones, fue sometido a torturas, fue interrogado durante 12 horas sin interrupción, fue golpeado y dejado sin alimentación por largos periodos. Pasó un año en prisión. Después de este tiempo, fue pasado a arresto domiciliario. Luego se le aseguró que podría salir del país, no sin antes despedirse de su pareja Elvira en el aeropuerto, pero poco después de su despedida, Lameda fue nuevamente arrestado y enjuiciado. El juicio duró un día, luego del cual Alí Lameda fue sentenciado a 20 años de arduo trabajo. Fue enviado a uno de los campos de concentración (llamado campo de reeducación) durante 7 años.
Fue torturado en el campo de concentración, incluyendo que todos los días durante varias horas tenía que permanecer sentado en un solo lugar. La traducción oficial dice que de esta manera el prisionero «debe examinar su conciencia». Durante su estadía conoció a un extranjero que decía ser un francés llamado Pierre. Debido a las malas condiciones, la falta de comida y calefacción, y haber permanecido largos períodos de tiempo sentado en una posición fija todos los días, sufrió parálisis en la pierna izquierda. Perdió más de 20 kilogramos, y le apareció un tumor en la espalda. Constantemente padeció de diarreas y fiebres. Gracias a las conversaciones entre prisioneros y guardias, se enteró de que había casi 20 campamentos en todo el país y cerca de 150 000 personas habían sido encarceladas.

### Liberación

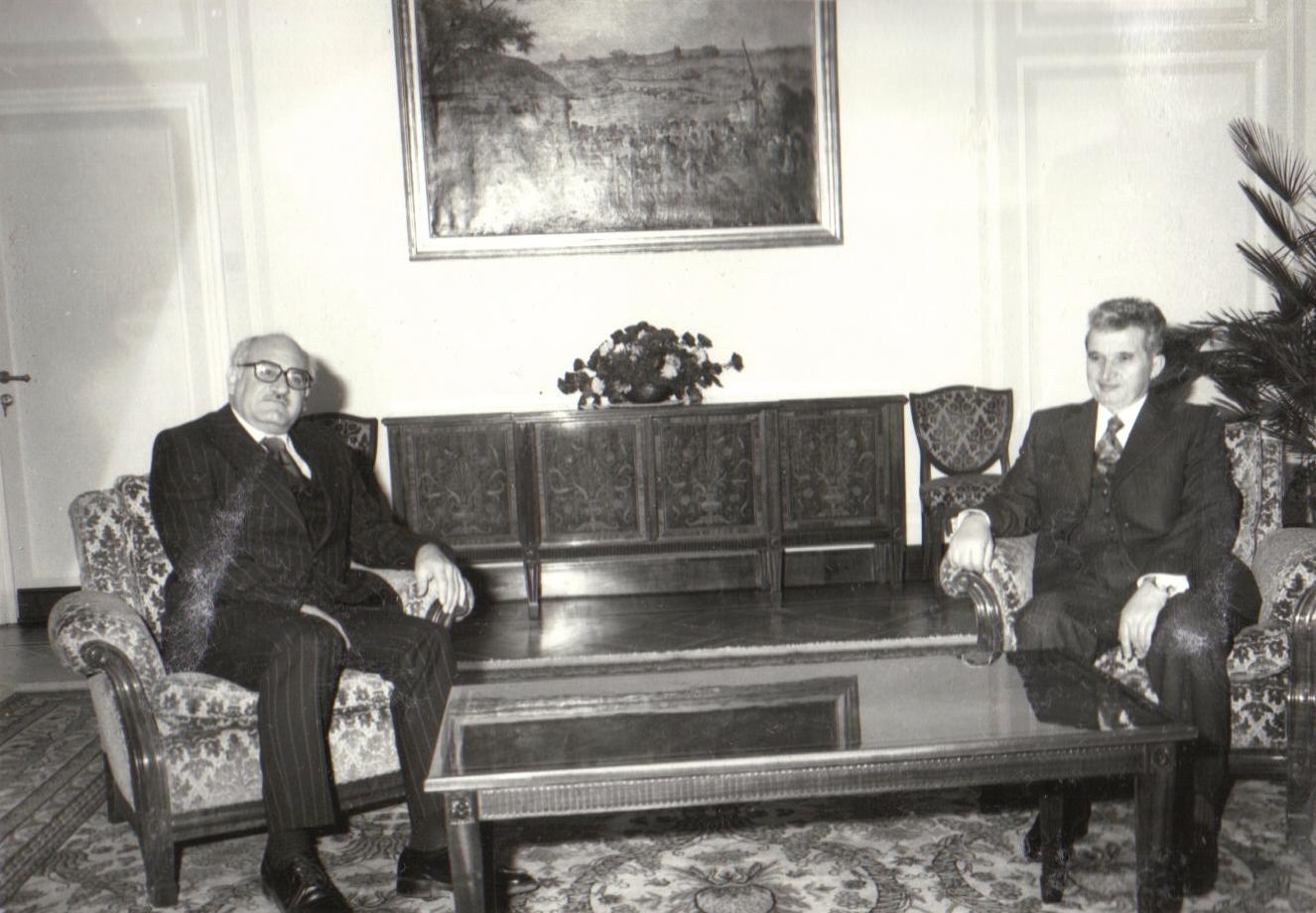
Reunión entre el líder socialista venezolano Pompeyo Márquez y el entonces presidente rumano Nicolae Ceauşescu

Durante una visita en Caracas del entonces presidente rumano Nicolae Ceauşescu, el entonces presidente venezolano Rafael Caldera le hace una petición para que mediara por la liberación de Lameda. De igual manera, el dirigente socialista venezolano Pompeyo Márquez en una reunión con Ceauşescu abogó también por su liberación, por lo que Ceauşescu empezaría por gestionar sobre su caso, mejorando inmediatamente su condición. Sin embargo, su liberación se concretó en 1974 cuando esta sirvió en sí misma como requisito solicitado por el expresidente Carlos Andrés Pérez. Asimismo, el Partido Comunista de Venezuela fue otro importante gestor por su liberación.
En 1973, Corea del Norte quería unirse a la ONU y con este fin buscaba aliados entre los países. Venezuela había establecido una condición: apoyaría únicamente si Alí Lameda era liberado. Finalmente fue liberado el 27 de septiembre de 1974, siete años después del veredicto. A Alí se le permitió salir de Corea del Norte por una alianza con Pionyang-Bucarest.
En Berlín, le fueron operados el tumor y la pierna. A fines de diciembre de 1974, vivió en Londres con su familia venezolana.
Posteriormente a su liberación, laboró como agregado cultural en las embajadas de Venezuela en Praga, Asunción y Atenas.

### Muerte
Murió el 30 de noviembre de 1995 en la ciudad de Caracas.
En 1979, Amnistía Internacional publicó un informe acerca de Alí, en el cual se describía con detalle todo lo que había visto y recordado durante su estancia en el campo de trabajo. Fue el primer informe de un ciudadano de Occidente que pasó por el campo de concentración de Corea del Norte.